# Lormetazepam
Lormetazepam è un farmaco appartenente alla classe delle benzodiazepine e si caratterizza per la breve durata d'azione. Il farmaco è venduto in Italia dalla società farmaceutica Bayer, con il nome commerciale di Minias, ed è disponibile anche come generico o con altri marchi commerciali Noctamid, Ergocalm, Loramet, Dilamet, Sedaben, Stilaze, Nocton, Pronoctan, Loretam, Aldosomnil, Ipnolor, Luzul. Lormetazepam viene impiegato esclusivamente per i disturbi dell'addormentamento e della continuità del sonno su base ansiosa. Per la sua emivita non superiore alle 6 ore, e, a differenza di altri ipnotici, non causa episodi di residua sonnolenza-sedazione al risveglio (il cosiddetto effetto sbornia). Il farmaco, come tutti i farmaci ad azione ansiolitico-ipnotica (tavor, xanax, valium, lexotan, ecc.), può essere oggetto di abuso da parte di soggetti tossicodipendenti e non.

## Farmacodinamica
Lormetazepam possiede il tipico spettro d'azione sedativo comune a ogni benzodiazepina. In particolare, ha mostrato una capacità di riduzione dell'attività motoria cinque volte superiore a quella del lorazepam e dieci volte maggiore rispetto a flurazepam e diazepam. Il farmaco non sembra possedere azioni farmacodinamiche sulla funzione respiratoria o cardiocircolatoria e neppure sulla funzione escretrice renale.

## Farmacocinetica
Dopo la somministrazione orale, il farmaco viene ampiamente assorbito dal tratto gastrointestinale e si distribuisce nei tessuti biologici. Il picco plasmatico massimo viene raggiunto nel giro di due ore. Il legame con le proteine plasmatiche è pari ad oltre l'85%. Lormetazepam è escreto quasi totalmente con le urine sotto forma di sostanza immodificata coniugata con acido glucuronico.

## Usi clinici
Lormetazepam trova indicazione nel trattamento di soggetti con disturbi dell'addormentamento e della continuità del sonno, in particolare su base ansiosa. Il farmaco aumenta il tempo totale di sonno e riduce il numero di risvegli notturni.

## Effetti collaterali ed indesiderati
In corso di terapia, e in particolare all'inizio della terapia, possono verificarsi sonnolenza durante il giorno, riduzione della vigilanza, confusione mentale, astenia, cefalea, vertigini, debolezza muscolare, atassia, diplopia (visione doppia). I sintomi in genere scompaiono con le somministrazioni successive. Più raramente, sono state segnalate altre reazioni avverse quali disturbi gastrointestinali (diarrea o costipazione), alterazioni della libido, rash cutanei, orticaria. In alcuni soggetti, si possono verificare reazioni paradosse all'ansiolitico quali irrequietezza, aggressività, delirio, incubi, allucinazioni, psicosi, alterazioni del comportamento.

## Dosi terapeutiche
In genere, la dose singola nell'adulto è pari ad 1–2 mg al dì. La durata del trattamento dovrebbe essere compresa tra pochi giorni e 2 settimane. Il trattamento dovrebbe essere comunque il più breve possibile ed in ogni caso non si dovrebbero superare le 4 settimane, se non in casi rigorosamente stabiliti dal medico. La terapia non deve essere mai sospesa bruscamente, poiché il paziente potrebbe veder ripresentarsi i disturbi del sonno con una intensità anche più elevata. La riduzione del dosaggio deve essere quindi graduale.

Inoltre, si deve tenere presente che l'utilizzo ripetuto di lormetazepam per alcune settimane comporta l'instaurarsi di tolleranza con una perdita degli effetti ipnotici della benzodiazepina. Con l'uso protratto del farmaco aumenta inoltre il rischio di sviluppare dipendenza.

## Sovradosaggio
Il sovradosaggio da lormetazepam si manifesta con la depressione del sistema nervoso centrale, variabile dall'obnubilamento al coma. I soggetti con sovradosaggio più lieve manifestano obnubilamento, confusione mentale e letargia. In caso di sovradosaggio più grave, si potrà riscontrare atassia, ipotonia, ipotensione arteriosa, depressione respiratoria e più raramente coma e morte.
Il trattamento del sovradosaggio include l'induzione del vomito, la lavanda gastrica e l'infusione endovenosa lenta di flumazenil (antidoto). È anche possibile somministrare carbone attivo per ridurre l'assorbimento.

## Gravidanza ed allattamento
Il farmaco, come altre benzodiazepine, oltrepassa con facilità la barriera placentare. Lormetazepam non deve essere somministrato nel primo trimestre di gravidanza, e, nelle donne che lo assumono durante l'ultimo periodo della gravidanza, è possibile si verifichino effetti sul neonato quali ipotermia, ipotonia e moderata depressione respiratoria.

Il farmaco, come altre benzodiazepine, è escreto nel latte materno, e pertanto non dovrebbe essere somministrato alle madri che allattano.

## Stereochimica
Lormetazepam contiene stereocentro e consiste di due enantiomeri. Questo è un racemo, cioè una miscela 1: 1 di ( R ) - e la ( S ) - forma:
| Enantiomeri di lormetazepam | Enantiomeri di lormetazepam |
| --------------------------- | --------------------------- |
| CAS-Nummer: 113679-56-4     | CAS-Nummer: 113679-54-2     |